# Astyanax xavante
Astyanax xavante, popularmente conhecido como piaba, é uma espécie de peixe caracídeo, pertencente ao gênero Astyanax. É endêmica ao Brasil, ocorrendo nos estados de Mato Grosso e Goiás.